# Úszó (anatómia)
Úszóknak nevezzük a vízben élő állatok lapos, az úszás során a hajtást, az irányváltoztatást vagy az iránytartást segítő végtagjait. Úszóról leginkább gerincesek esetében beszélünk, de előfordul, hogy gerinctelen élőlények végtagjait is annak nevezzük.

## A gerincesek úszói

Farokúszó-típusok. A: heterocerk; B: protocerk; C: homocerk; D: dificerk.

A vízi életmódú gerincesek, legyenek azok elsődlegesen vagy másodlagosan víziek, farokúszójának típusai a következők lehetnek:
- protocerk (B): a gerinc farki része egyenes, a farokúszó szegélyként körülfutja a farkat. (pl.: nyálkahalak, ingolák, angolnaalakúak)
- heterocerk (A): a gerinc farki része felfelé görbül, és a farokúszó felső részét támasztja; a farokúszó aszimmetrikus. (pl.: cápák, tokalakúak, kajmánhalfélék)
- hypocerk: a gerinc farki része lefelé görbül, és a farokúszó alsó részét támasztja; a farokúszó aszimmetrikus. (pl.: Xiphophorus, ichthyoszauruszok)
- dificerk (D): a gerinc farki vége egyenes, a farokúszó két részre tagolódik (pl.: bojtosúszójú halak)
- homocerk (C): a gerinc farki része egyenes, vagy enyhén felfelé görbül, de a farokúszó teljesen szimmetrikus.
- gefirocerk: a test farki része csonkban végződik, a farokúszó ezt szegélyezi (pl.: holdhalfélék)

A cetek farokúszója a fentiektől eltérően nem függőleges, hanem vízszintes, farokúszójukat a fentiek szerint nem is osztályozzuk.

### A halak úszói

A Lampanyctodes hectoris külső anatómiája. 1. kopoltyúfedő; 2. oldalvonal; 3. hátúszó; 4. zsírúszó; 5. faroktest; 6. farokúszó; 7. farok alatti úszó; 8. fotofórák; 9. hasúszók; 10. mellúszók.

A fejletlenebb halaknak, például a nyálkahalaknak (Myxini), az ingoláknak (Petromyzontida) csak farokúszójuk van, mint számos őshalnak volt. A fejlettebb halak a következő úszókkal rendelkezhetnek (zárójelben a tudományos név, illetve a rövidítése):
- páratlan úszók
  - farok alatti úszó (pinna analis vagy pinna abdominales; A)
  - zsírúszó (pinna adiposa; Ad)
  - farokúszó (pinna caudalis; C)
  - hátúszó (pinna dorsalis; D)
    - első hátúszó (D1)
    - második hátúszó (D2)
    - harmadik hátúszó (D3)
- páros úszók
  - mellúszók (pinnae pectoralis vagy pinnae thoracales; P)
  - hasúszók (pinnae ventralis; V)

Az úszók száma és felépítése alapján képletet lehet felállítani, amely egy fajhatározó bélyeg. A kemény úszósugarakat római, a lágy úszósugarakat arab számokkal jelölik.
A csapósügér (Perca fluviatilis) teljes úszóképlete: 
{\displaystyle {\frac {D1XIII-XVI/0;D2I/13-13}{P0/14;VI/5;AII/8-10}}-C0/17}

### Más gerincesek úszói
A gerincesek között a halakon kívül a másodlagosan vízi életmódú állatok, például az ichthyoszauruszok (Ichthyosauria) vagy a cetek (Cetacea) is rendelkeznek úszókkal.